# Siikavaara (berg)
Siikavaara är ett berg i Finland. Det ligger i Enontekis i landskapet Lappland, i den norra delen av landet, 1 000 km norr om huvudstaden Helsingfors. Toppen på Siikavaara är 570 meter över havet.
Terrängen runt Siikavaara är huvudsakligen kuperad, men västerut är den platt.  Trakten runt Siikavaara är nära nog obefolkad, med mindre än två invånare per kvadratkilometer. Det finns inga samhällen i närheten. Omgivningarna runt Siikavaara är i huvudsak ett öppet busklandskap.